# قلعه عباس‌آباد (شازند)
قلعه عباس‌آباد (شازند)، روستایی از توابع بخش مرکزی شهرستان شازند در استان مرکزی ایران است.

## جمعیت
این روستا در دهستان آستانه قرار دارد و براساس سرشماری مرکز آمار ایران در سال ۱۳۸۵، جمعیت آن ۶۷۷ نفر (۱۸۳خانوار) بوده‌است.